# Ryszard Milczewski-Bruno
Ryszard Milczewski-Bruno (ur. 18 lutego 1940 w Tarpnie, zm. 17 maja 1979 w Nowej Wsi Szlacheckiej) – polski poeta.

## Życiorys
W Grudziądzu ukończył technikum rolnicze. Studiował na Wydziale Sztuk Pięknych UMK w Toruniu i filologię polską na Uniwersytecie Wrocławskim. Debiutował w 1958 roku wierszem Starość dłoni w tygodniku społeczno-kulturalnym „Orka”. Pisał reportaże do „Faktów” z zamiarem wydania ich w przyszłości w postaci tomu Waga lita ciepła.
Jego pierwszą sezonową pracą było stanowisko fermentatora w Wytwórni Tytoniu w Grudziądzu. Później był agronomem w Rywałdzie i ogrodnikiem-kwiaciarzem w Krakowie. Następnie został instruktorem poradnictwa żywieniowego w mleczarni w Lipnie. Kolejny zawód Bruna to inspektor plantacyjny w Centrali Nasiennej w Grudziądzu. Ponownie zmienił pracę – został kierownikiem Powiatowej Poradni Instrukcyjno-Metodycznej Pracy Kulturalno-Oświatowej. Działał również w Kółkach Rolniczych w Grudziądzu. Potem przeniósł się do Zakładów Mięsnych w Grudziądzu, gdzie pracował jako klasyfikator żywca. Po dość długim okresie bezczynności na nowo znalazł pracę, tym razem w cukrowni „Mełno” koło Grudziądza. Zacieśnił kontakty z redakcją „Faktów” – wkrótce został etatowym pracownikiem tego pisma.
Za pierwszy tom poezji otrzymał dwie nagrody: im. Peipera, przyznawaną przez „Ugrupowanie literackie 66" we Wrocławiu oraz miesięcznika „Poezja” za najlepszy zbiór wierszy roku 1971. Za tomik Podwójna należność otrzymał po raz drugi w 1973 roku Nagrodę im. Tadeusza Peipera, a także w 1972 roku Nagrodę im. Stanisława Piętaka. Był przyjacielem Edwarda Stachury, który poświęcił mu wiersz pt. Nie rozdziobią nas kruki (znany również jako Ruszaj się, Bruno). Zmarł w wyniku utonięcia w jeziorze.
Najpopularniejszym wierszem Milczewskiego-Bruna jest Gdzieś w nas, który z drobnymi zmianami i z pominięciem dwóch wersów do własnej muzyki wykonywał Marek Grechuta. W 2015 r. toruński zespół Gribojedow wydał płytę z wierszami Milczewskiego-Bruna. Nosi ona tytuł: „Bruno z Grudziądza”.

## Publikacje
- 1967 – Brzegiem słońca
- 1971 – Poboki
- 1972 – Podwójna należność
- 1974 – Dopokąd
- 1974 – Jesteś dla mnie taka umarła
- 1978 – Nie ma zegarów

## Publikacje pośmiertnie
- 1981 – Poezje wybrane
- 1982 – Gwizdy w obecność
- 1983 – Jak już, to już
- 1989 – Poezja, proza, listy
- 2002 – Mamo przyszedłem straszyć
- 2004 – Gdzieś w nas piją wodzowie klęski
- 2016 – Podróże bez klucza